# Monotheciinae
Monotheciinae, podtribus primogovki smješten u tribus Justicieae, dio potporodice Acanthoideae. Sastoji se od 8 rodova. Opisan je u Bot Jahrb. Syst. 18: 56 (1893) 
Tipični rod su polugrmovi i trajnice Monothecium, a njegova tipična vrsta afrički polugrm Monothecium glandulosum Hochst..

## Rodovi
1. Tribus Justicieae Dumort.
  1. Subtribus Monotheciinae Lindau
    1. Champluviera I.Darbysh., T.F.Daniel & Kiel (2 spp.)
    2. Monothecium Hochst. (3 spp.)
    3. Marcania J.B.Imlay (1 sp.)
    4. Jadunia Lindau (2 spp.)
    5. Calycacanthus K.Schum. (2 spp.)
    6. Cyclacanthus S.Moore (2 spp.)
    7. Ptyssiglottis T.Anderson (40 spp.)
    8. Ambongia Benoist (1 sp.)